# Cristinacce
Cristinacce (in corso Cristinacce) è un comune francese di 62 abitanti situato nel dipartimento della Corsica del Sud nella regione della Corsica.

## Società

### Evoluzione demografica
Abitanti censiti